# Robert (film)
 For alternative betydninger, se Robert. (Se også artikler, som begynder med Robert)
Robert er en dansk kortfilm fra 1999 instrueret af Sune Fiskbæk Kristensen efter eget manuskript.

## Handling
Robert er Robert De Niro-fan i en så ekstrem grad, at det forpester hans omgivelser. Hans jordforbindelse hænger i en tynd tråd. 